# Idioscopus hyalinus
Idioscopus hyalinus är en insektsart som beskrevs av Freytag och Knight 1966. Idioscopus hyalinus ingår i släktet Idioscopus och familjen dvärgstritar. Inga underarter finns listade i Catalogue of Life.